# Песнь высоких холмов
«Песнь высоких холмов» (англ. A Song of the High Hills) ― произведение Фредерика Делиуса для тенора, сопрано, хора и оркестра, написанное в 1911 году и впервые исполненное в лондонском Куинс-холле под управлением Альберта Коутса 26 февраля 1920 года на концерте, проведённом по инициативе Королевского филармонического общества.
В данной пьесе партии хора в большинстве своём бессловесны; Делиус объясняет это композиционное решение следующим образом:
Я попытался выразить радость и восторг, которые испытываешь на Высоких холмах, и живописать одинокую меланхолию высочайших вершин и бескрайних просторов. Вокальные партии олицетворяют Человека и его место в природе.
Дирижёр Томас Бичем охарактеризовал «Песнь…» как одну из ключевых работ Делиуса, в которой композитор отошёл от «приземлённого» мировосприятия, воплощённого в таких сочинениях, как «Морской дрейф» (англ. Sea Drift), и взял курс на «незыблемую строгость манер», достигнув «волшебной последовательности звуков и отзвуков, как вокальных, так и инструментальных, кульминацией которых является мощный тональный всплеск, который, кажется, затопляет собой весь [музыкальный] пейзаж». Также Бичем заявил: «Мы встречаем доселе неведомые нам элементы аскетизма и холодности, как будто композитор устал от интерпретации человеческих радостей и печалей и обратился исключительно к созерцанию природы».
Бичем записал это произведение 22 ноября 1946 года с Фредой Харт (сопрано), Лесли Джонсом (тенор), Лутонским хоровым обществом и Королевским филармоническим оркестром.